# Amazones (mitologia)

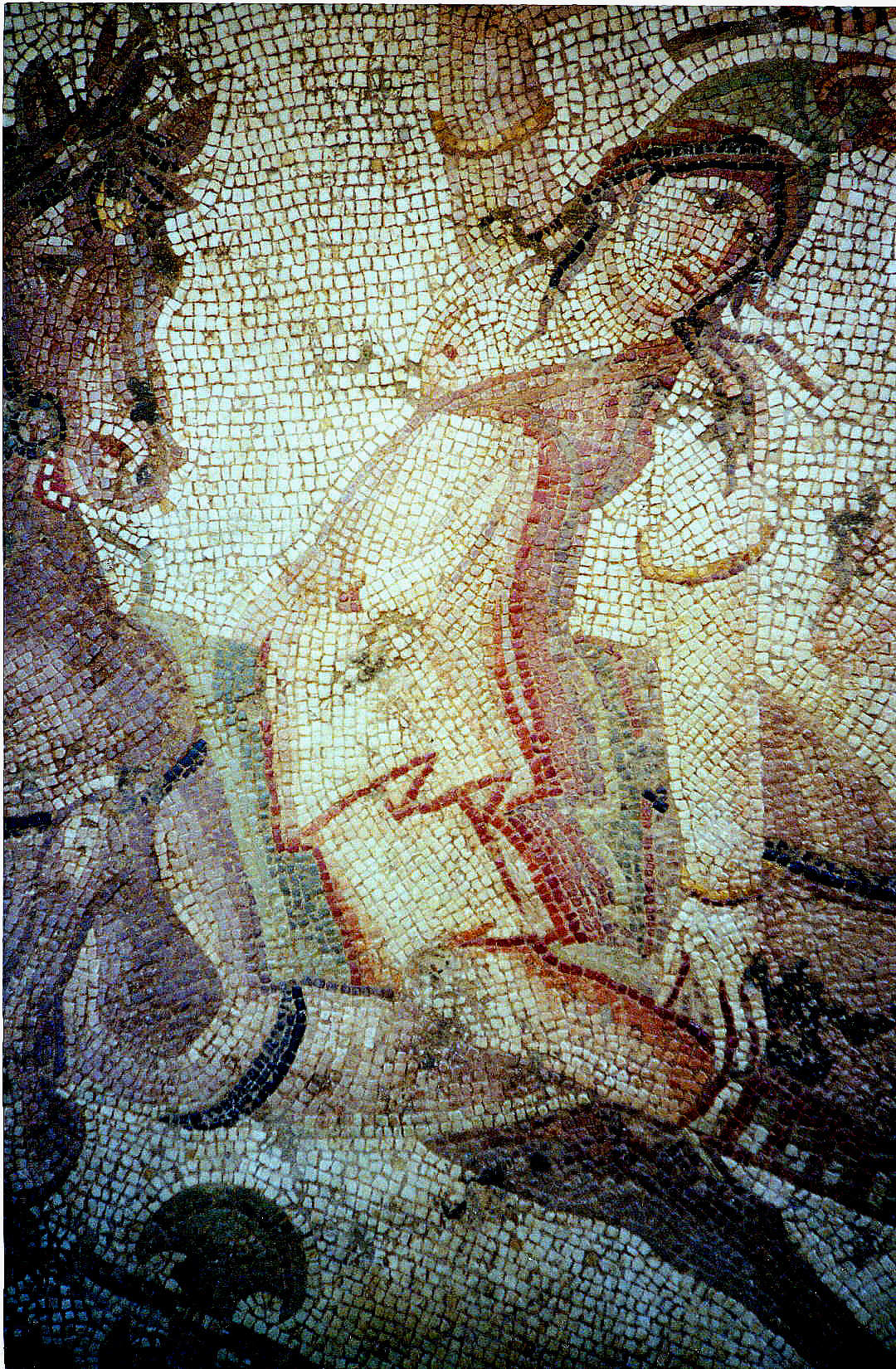
Mosaic d'Antioquia (Turquia), segona meitat del, Museu del Louvre.

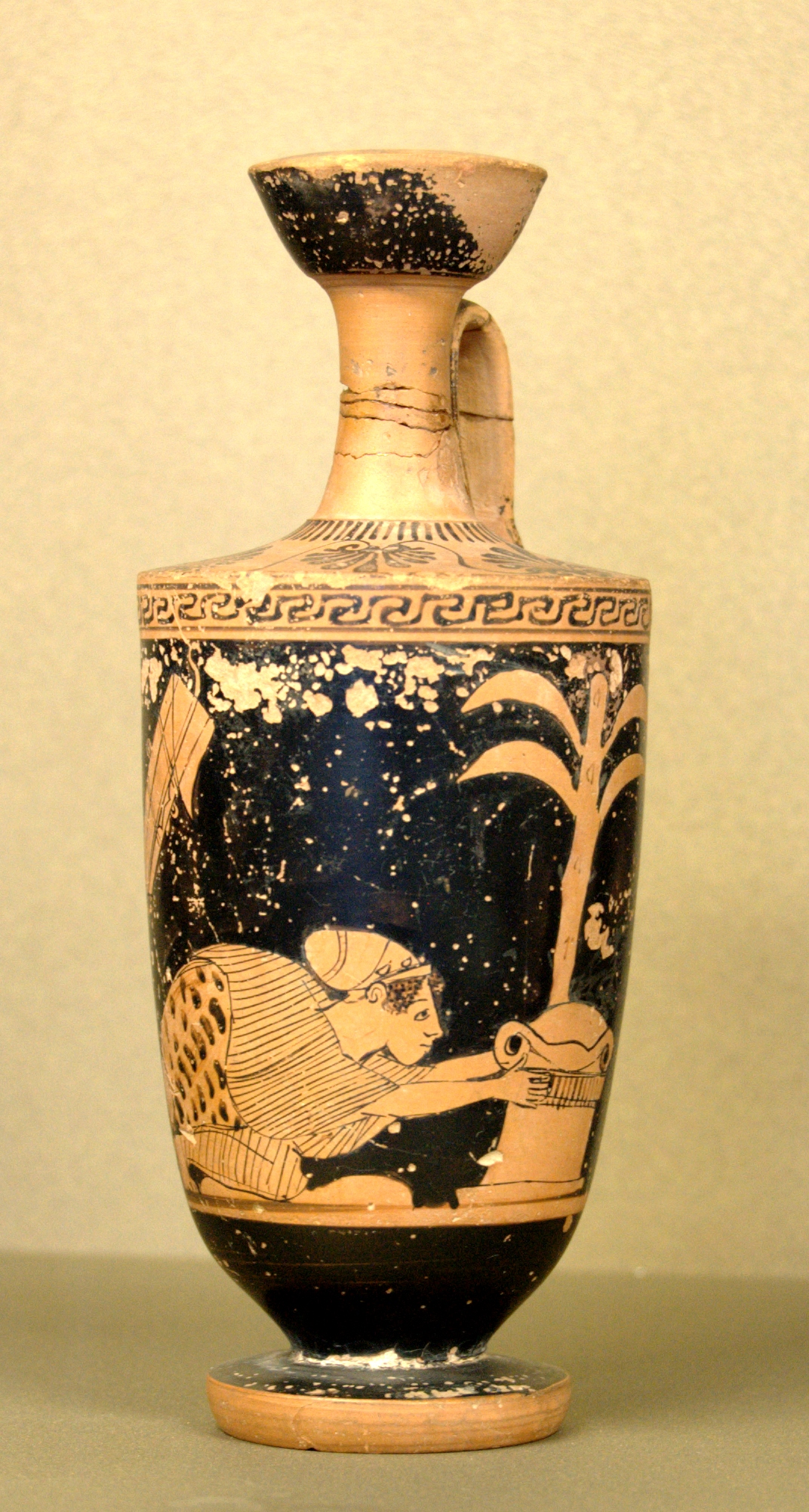
Amazona davant d'un altar en una ceràmica grega del 475–450 aC

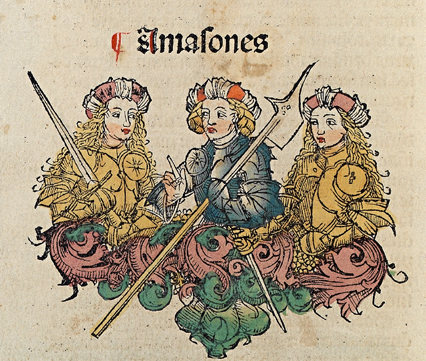
Amazones en la Crònica de Núremberg

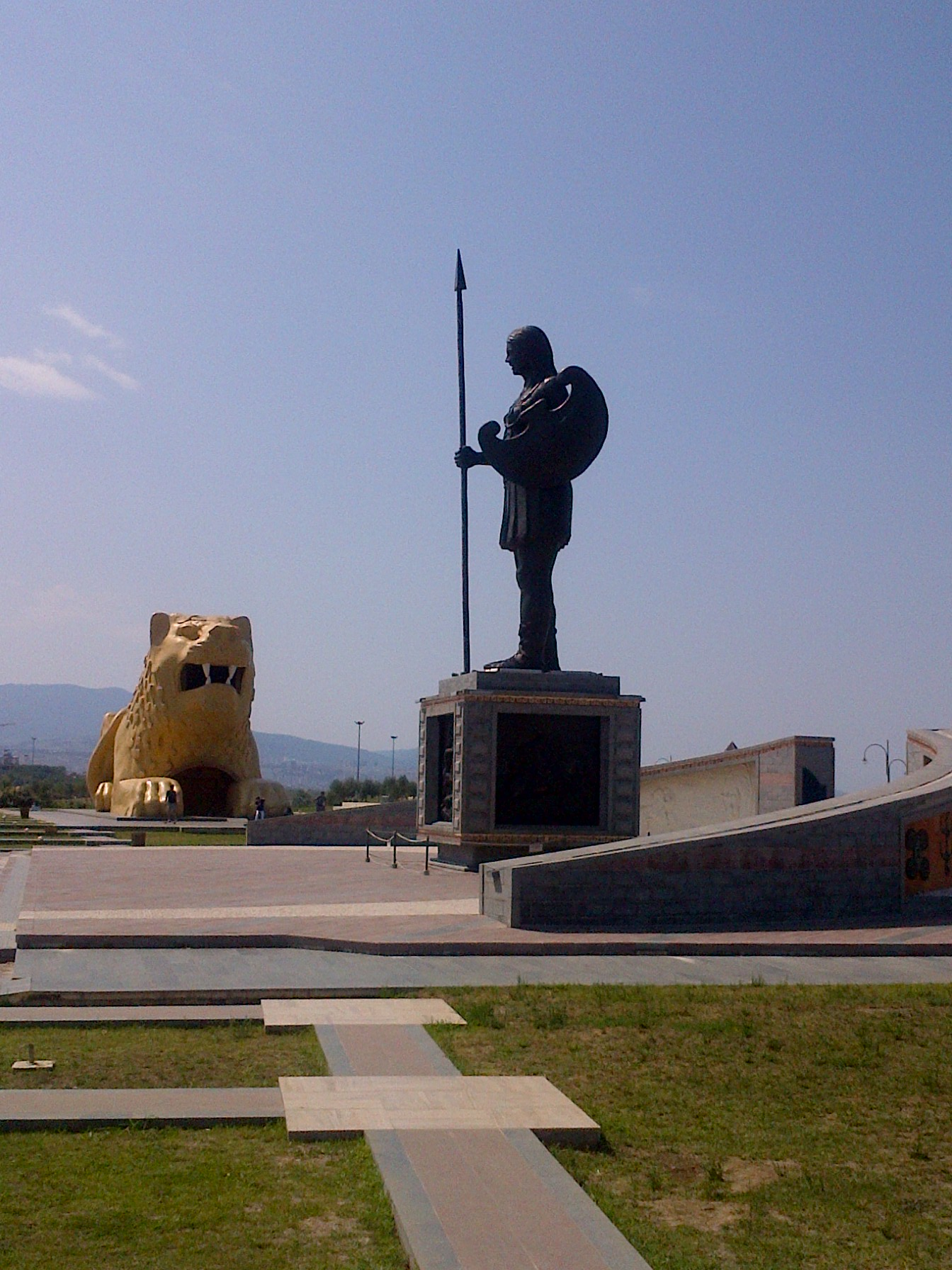
Monument a les amazones a Samsun

En la mitologia grega, les amazones o amàzones (en grec sg.: Ἀμαζών, pl.: Ἀμαζόνες) eren una antiga nació llegendària de guerreres o un país contemporani poblat per dones en els confins del món.
Les llegendes semblen tenir una part real basada en les dones guerreres dels escites, però els grecs antics mai deixaren de sorprendre's d'aquesta inversió dels rols clàssics.
En un anticipat ús modern, la paraula fou emprada sovint per a referir-se a dones fortes i independents, en contrast amb els estereotips convencionals de dones febles i passives.
Tenen certes similituds amb les valquíries i la seva representació contemporània més reconeguda es l'eterna superheroïna de còmic Wonder Woman.

## Les amazones a la mitologia grega
Segons la mitologia grega, les amazones eren descendents del déu de la guerra Ares i de la nimfa Harmonia. Es deia que les amazones vivien al Regne del Pont prop de la costa del pont Euxí (mar Negre), on constituïen un regnat independent sota el govern d'una reina, anomenada amb freqüència Hipòlita ('la que deixa anar els seus cavalls'). Se suposava que havia fundat moltes ciutats, entre aquestes Esmirna, Efes, Sinope i Pafos. Segons altres fonts, originàriament arribaren al Termodont des del Palus Maeotis ('llac Mareotis', el mar d'Azov).
En moltes versions, cap home tenia permís per residir al país de les amazones, però un cop a l'any, per evitar l'extinció de la seva ètnia, aquestes visitaven els gargaris, una tribu veïna. Els nens mascles que naixien d'aquestes visites eren sacrificats o enviats un altre cop amb sos pares; les nenes es quedaven amb elles i eren criades per ses mares, i ensinistrades en les tasques del camp, la caça i l'art de la guerra.
En La Ilíada, s'anomena les amazones com Antiáneirai ('contràries als homes'). Heròdot les anomenà Andròctones ('assassines d'homes').
Les amazones apareixen relacionades amb diverses llegendes gregues. Envaïren Lícia però foren derrotades per Bel·lerofont, que havia estat enviat a lluitar contra elles per Iobates, el rei d'aquest país, amb l'esperança que hi trobés la mort. També apareixen victorioses contra els atlants i les gorgones.
Les amazones varen atacar els frigis, que foren ajudats per Príam, a la seva joventut. Tot i això, cap al final de la Guerra de Troia, les seves antigues oponents es posaren al seu costat contra els grecs sota el comandament de la reina Pentesilea, filla d'Ares, qui fou morta per Aquil·les. La batalla entre els atenesos i les amazones es commemora amb freqüència en un gènere artístic expressament dedicat, l'amazonomàquia, com en els frisos del Partenó.
La novena feina imposada a Heracles per Euristeu fou aconseguir la possessió del cinturó de la reina amazona Hipòlita. Fou acompanyat pel seu amic Teseu, que va raptar la princesa Antíope, germana d'Hipòlita, un incident que va portar a la invasió d'Àtica en represàlia, i Antíope morí lluitant al costat de Teseu. Tanmateix, en algunes versions, Teseu es casava amb Hipòlita i en altres ho feia amb Antíope, que no moria. Hi ha un altre versió del mite que diu que la deessa Hera, disfressada d'amazona, va fer córrer el rumor que Heracles anava a raptar la reina amazona i, tot i que Hipòlita estava d'acord en donar-li el seu cinturó, a causa d'aquest engany les amazones van atacar l'heroi.
També es diu que les amazones haurien emprès una expedició militar contra l'illa de Leuce, a la desembocadura del Danubi, on les cendres d'Aquil·les havien estat dipositades per Tetis. El fantasma de l'heroi mort s'aparegué a les invasores i espantà els cavalls, que les llençaren a terra i trepitjaren, obligant-les a retirar-se. Es diu que Pompeu les va trobar a l'exèrcit de Mitrídates VI del Pont.
Se senten històries sobre elles en època d'Alexandre Magne, quan alguns dels seus biògrafs afirmaven que la reina amazona Talestris l'havia visitat i havia estat mare del fruit de la relació. Tanmateix, altres biògrafs qüestionen aquesta afirmació, entre ells Plutarc, que explica l'anècdota esdevinguda al comandant naval d'Alexandre, Onesicrit, que havia escrit una història d'Alexandre, quan la llegia al rei Lisímac de Tràcia. En sentir el passatge de l'amazona, Lisímac, que havia pres part en l'expedició, somrigué i digué «I on era jo, llavors?».
En l'Eneida, l'escriptor romà Virgili va manllevar molts mites relatius a les amazones per al seu personatge de la donzella guerrera volsca Camilla.

## Orígens escites
En una excavació de jaciments sarmacis el 2003 realitzada per la Dra. Jeannine Davis-Kimball fou trobada una tomba en què estaven soterrades dones guerreres, cosa que va prestar certa credibilitat als mites sobre les amazones.
Abans que l'arqueologia moderna descobrís alguns dels soterraments escites de donzelles guerreres sepultades sota Kurgan al massís de l'Altai de Sibèria, on per fi prenen forma concreta els relats grecs de les amazones a cavall, l'origen de la història de les amazones ha estat objecte d'especulació entre investigadors clàssics. Mentre alguns consideren les amazones un poble purament mític, d'altres els suposen un fonament històric. Les deïtats a qui prestaven culte eren Ares (se'ls assigna sistemàticament en tant que déu de la guerra, i com un déu de Tràcia i generalment d'origen nòrdic) i Artemisa, no la dea grega així anomenada, sinó la deïtat asiàtica equivalent en alguns aspectes.
Els grecs relacionaven el nom de les amazones amb a-mazōn (sense pit) etimologia que els feia suposar que les amazones s'anomenaven així perquè s'amputàven un pit per poder tirar millor amb arc.
Es conjectura que les amazones eren originàriament les sacerdotesses i serventes del temple (hierodulae) de Diana, i l'amputació del pit corresponia a l'automutilació del déu Atis i dels gallus (sacerdots romans de Cíbele). Una altra teoria és que, a mesura que s'estenia el coneixement de la geografia, els viatgers tornaven explicant històries de tribus matriarcals, governades per dones que tenien obligacions que en la resta de llocs es considerava exclusives de l'home, a qui s'assegurava els drets de la noblesa i l'herència, i que tenien el control suprem de tots els assumptes. D'aquí sorgí la creença en les amazones com una nació de dones guerreres, organitzada i governada totalment per dones.
Segons J. Vurtheim les amazones eren d'origen grec: «totes les amazones són arqueres, i la pròpia Diana fou una amazona». S'ha suggerit que el fet que la conquesta de les amazones s'atribueixi a dos famosos herois de la mitologia grega, Heracles i Teseu (a qui s'assignava generalment la tasca d'enfrontar-se a monstres i éssers impossibles, però utilitzats com a exemples per al perill i el mal permanents) demostra que eren una il·lustració mítica dels perills que aguaitaven els grecs en les costes d'Àsia Menor. Així, pot pensar-se que les amazones representaven el conflicte entre la cultura grega de les colònies del mar negre i la barbàrie dels habitants nadius.
Heròdot explicava que els sarmacis eren descendents de les amazones i els escites. Els seus orígens escites/sakas/cimeris/gomeris es veuen reforçats més encara per la seva procedència dels escites del Termodont que envaïren aquella regió procedents dels voltants del mar d'Azov i pel seu ús de l'arc i les fletxes com a arma principal, així com el costum de lluitar a cavall.
Els autors de l'edat mitjana i el Renaixement atribuïen a les amazones la invenció de la destral de guerra. Això està probablement relacionat amb el Labris, una arma semblant a una destral, associada pels autors grecs tant a les amazones com a les tribus escites. Paulus Hector Mair expressa la seva sorpresa sobre que aquestes «armes homenenques» haguessin estat inventades per una «tribu de dones», però accepta l'atribució per respecte a l'autoritat de Johannes Aventinus.

## Llegat
El riu Amazones va ser batejat per Francisco de Orellana en referència a les amazones, després d'enfrontar-se amb tribus de dones guerreres que vivien a la riba del riu.